# Xincun (socken i Kina, Sichuan)
Xincun (kinesiska: 新村乡, 新村) är en socken i Kina. Den ligger i provinsen Sichuan, i den sydvästra delen av landet, omkring 410 kilometer söder om provinshuvudstaden Chengdu.
Genomsnittlig årsnederbörd är 1 211 millimeter. Den regnigaste månaden är juli, med i genomsnitt 275 mm nederbörd, och den torraste är januari, med 5 mm nederbörd.